# 双点毛兰
双点毛兰（学名：Eria bipunctata）为兰科毛兰属下的一个种。

## 扩展阅读
- 維基物種上的相關：双点毛兰